# Cock van der Tuijn
Cornelis (Kees of Cock) van der Tuijn (Schiedam, 24 juli 1924 – aldaar 23 augustus 1974) was een Nederlands voetballer. De aanvaller speelde twintig seizoenen voor Hermes DVS en kwam elf keer uit voor het Nederlands elftal.

## Beginjaren
Hij meldde zich op zijn zestiende als lid aan van Hermes DVS. Na een seizoen in het hoogste jeugdteam A1, ging hij over naar de senioren waar hij in het achtste elftal begon.
Tijdens de oorlogsjaren maakte hij zijn opwachting in de hoofdmacht maar de echte doorbraak kwam pas na de bevrijding.

## Topschutter
In het laatste oorlogsjaar 1944/45 lag de voetbalcompetitie stil. Bij de herstart in het najaar van 1945 kreeg Cock van der Tuijn een vaste plek in de Schiedamse voorhoede. Hij was een speler met een goede techniek en pass en hij had een neusje voor het doel. In zijn eerste volledige seizoen scoorde hij zestien keer. Daarna was hij drie jaar op rij clubtopscorer, in 1946/47, 1947/48 en 1948/49.  

## Nederlands elftal
Door zijn opvallende prestaties bij Hermes DVS kwam hij in beeld voor het Nederlands voetbalelftal. Hij maakte zijn debuut op 26 mei 1948 in de uitwedstrijd tegen Noorwegen. Oranje won met 1-2 en Van der Tuijn scoorde de winnende treffer nadat Mick Clavan, ook een debutant, voor de 1-1 gelijkmaker zorgde.
Vlak daarna nam hij deel aan de Olympische Spelen in Londen waar hij in twee wedstrijden in actie kwam. In totaal speelde hij tussen 1948 en 1952 elf wedstrijden voor Nederland waarin hij twee doelpunten maakte. Zijn laatste interland was de uitwedstrijd tegen België op 4 april 1952 (4-2 verlies).

## Topseizoen
Het seizoen 1951/52 was een topjaar voor Cock van der Tuijn die 23 keer scoorde. Hermes DVS beschikte over een sterke vijfmansvoorhoede die al jarenlang samenspeelde. De broers Joop en Jacques Heijster scoorden respectievelijk 17 en 11 doelpunten, Lex Janse 13 en Manus Stolk (tevens cricketinternational) 7.
De Schiedamse club eindigde samen met Sparta bovenaan in Eerste klasse D. De beslissingswedstrijd om het kampioenschap, op 11 mei 1952 in stadion De Kuip, won Hermes DVS met 2-1. Van der Tuijn maakte het winnende doelpunt. In de strijd om het landkampioenschap pakte Hermes DVS de tweede plaats achter Willem II. 

## Profvoetbal
Het elftal viel na 1952 langzaam uit elkaar. Coen Poulus en Nol Ruiterman stopten na het succesjaar als eersten. Bij de invoering van het beroepsvoetbal in 1954 raakte Hermes DVS drie spelers kwijt aan BVC Rotterdam dat uit ging komen in de 'wilde' competitie van de NBVB: Jacques Heijster, Joop Heijster en Tinus Osterholt. 
Cock van der Tuijn wilde zich bij dit trio aansluiten. Maar hij bedacht zich op het laatste moment. Zonder handgeld te ontvangen en zonder aan een training te hebben deelgenomen, kon hij probleemloos bij Hermes DVS blijven. Terwijl zijn teamgenoot Tinus Osterholt een (vergeefse) juridische strijd moest voeren om onder het profcontract uit te komen.
Hermes DVS liep in 1956 in de nacompetitie een plek in de nieuwe Eredivisie mis en kwam nog jarenlang uit in de Eerste divisie.

## Einde loopbaan
Doelman Aad van Diest en Cock van der Tuijn waren op het eind van de jaren vijftig de laatste twee overgebleven spelers uit het kampioenselftal van 1952. Op bijna 36-jarige leeftijd besloot Van der Tuijn te stoppen in 1960. Zijn afscheid viel samen met het einde van het 76-jarig verblijf van Hermes DVS op het Sportterrein aan de Damlaan. De club organiseerde een afscheidswedstrijd tegen stadgenoot SVV waar ook een icoon, Henk Könemann, afscheid nam.
Het vertrek bleek niet definitief. Want Van der Tuijn maakte in 1960/61 nog enkele keren zijn opwachting in het eerste elftal dat voortaan Sportpark Harga als thuishonk had. Trainer Wim Blokland wist hem in de zomer van 1961 als 37-jarige nog te bewegen tot een comeback.
Na twintig seizoenen stopte hij in 1962 en hij werd trainer bij DHS in Schiedam waar hij vijf jaar zou blijven. Hij bleef voetballen in een lager elftal van Hermes DVS. Vanaf september 1968 was hij bijna een halfjaar interim-trainer vanwege ziekte van hoofdcoach Toob Remmers.
Hij zou in het seizoen 1974/75 het tweede elftal onder zijn hoede nemen. Zover kwam het niet want hij overleed na een kort ziekbed vrij onverwacht op 50-jarige leeftijd op 23 augustus 1974.Hij was van beroep magazijnbeheerder bij scheepswerf Wilton-Fijenoord in Schiedam.  

## Clubstatistieken
| Seizoen | Club            | Land            | Competitie                   | Competitie      | Competitie      | Beker           | Beker           | Internationaal  | Internationaal  | Overig          | Overig          | Totaal          | Totaal          |
| Seizoen | Club            | Land            | Competitie                   | Wed.            | Dlp.            | Wed.            | Dlp.            | Wed.            | Dlp.            | Wed.            | Dlp.            | Wed.            | Dlp.            |
| ------- | --------------- | --------------- | ---------------------------- | --------------- | --------------- | --------------- | --------------- | --------------- | --------------- | --------------- | --------------- | --------------- | --------------- |
| 1942/43 | Hermes DVS      | Nederland       | Eerste klasse West I         | ?               | 0               | –               | 0               | 0               | 0               | 0               | 0               | ?               | 0               |
| 1943/44 | Hermes DVS      | Nederland       | Eerste klasse West I         | ?               | 0               | –               | 0               | 0               | 0               | 0               | 0               | ?               | 0               |
| 1944/45 | Geen competitie | Geen competitie | Geen competitie              | Geen competitie | Geen competitie | Geen competitie | Geen competitie | Geen competitie | Geen competitie | Geen competitie | Geen competitie | Geen competitie | Geen competitie |
| 1945/46 | Hermes DVS      | Nederland       | Eerste klasse West I         | 18              | 16              | –               | 0               | 0               | 0               | 0               | 0               | 18              | 16              |
| 1946/47 | Hermes DVS      | Nederland       | Eerste klasse West I         | 20              | 17              | –               | 0               | 0               | 0               | 0               | 0               | 20              | 17              |
| 1947/48 | Hermes DVS      | Nederland       | Eerste klasse West I         | 20              | 9               | –               | 0               | 0               | 0               | 0               | 0               | 20              | 9               |
| 1948/49 | Hermes DVS      | Nederland       | Eerste klasse West II        | 20              | 17              | –               | 0               | 0               | 0               | 0               | 0               | 20              | 17              |
| 1949/50 | Hermes DVS      | Nederland       | Eerste klasse West I         | 18              | 7               | –               | 0               | 0               | 0               | 0               | 0               | 18              | 7               |
| 1950/51 | Hermes DVS      | Nederland       | Eerste klasse C              | 21              | 11              | –               | 0               | 0               | 0               | 0               | 0               | 21              | 11              |
| 1951/52 | Hermes DVS      | Nederland       | Eerste klasse D              | 26              | 23              | –               | 0               | 0               | 0               | 6               | 4               | 32              | 27              |
| 1952/53 | Hermes DVS      | Nederland       | Eerste klasse D              | 18              | 7               | –               | 0               | 0               | 0               | 0               | 0               | 18              | 7               |
| 1953/54 | Hermes DVS      | Nederland       | Eerste klasse D              | 21              | 15              | –               | 0               | 0               | 0               | 0               | 0               | 21              | 15              |
| 1954/55 | Hermes DVS      | Nederland       | Eerste klasse C (afgebroken) | 9               | 2               | –               | 0               | 0               | 0               | 0               | 0               | 9               | 2               |
| 1954/55 | Hermes DVS      | Nederland       | Eerste klasse C              | 19              | 3               | –               | 0               | 0               | 0               | 0               | 0               | 19              | 3               |
| 1955/56 | Hermes DVS      | Nederland       | Eerste klasse B              | 22              | 10              | 0               | 0               | 0               | 0               | 7               | 2               | 29              | 12              |
| 1956/57 | Hermes DVS      | Nederland       | Eerste divisie B             | 30              | 7               | 5               | 4               | 0               | 0               | 0               | 0               | 35              | 11              |
| 1957/58 | Hermes DVS      | Nederland       | Eerste divisie B             | 21              | 13              | 0               | 0               | 0               | 0               | 0               | 0               | 21              | 13              |
| 1958/59 | Hermes DVS      | Nederland       | Eerste divisie B             | 24              | 4               | 2               | 2               | 0               | 0               | 0               | 0               | 26              | 6               |
| 1959/60 | Hermes DVS      | Nederland       | Eerste divisie B             | 23              | 6               | 0               | 0               | 0               | 0               | 0               | 0               | 23              | 6               |
| 1960/61 | Hermes DVS      | Nederland       | Eerste divisie A             | 5               | 2               | 0               | 0               | 0               | 0               | 0               | 0               | 5               | 2               |
| 1961/62 | Hermes DVS      | Nederland       | Eerste divisie B             | 3               | 0               | 0               | 0               | 0               | 0               | 0               | 0               | 3               | 0               |
| Totaal  | Totaal          | Totaal          | Totaal                       | 338             | 169             | 7               | 6               | –               | –               | 13              | 6               | 358             | 181             |